# William Thomson
Sir William Thomson, Baron Kelvin of Largs (Belfast, 26. lipnja 1824. – Netherhall kraj Largsa, 17. prosinca 1907.), engleski fizičar.
Držao je katedru prirodne filozofije u Glasgowu, a 1890. godine postao je predsjednikom Royal Society. Objavio je više od 300 znanstvenih radova, od kojih su najvažniji s područja termodinamike i elektriciteta. Godine 1848. predložio je apsolutnu skalu temperature, neovisnu o termometrijskoj supstanci u instrumentu. Postavio je teoriju električnih oscilacija, usavršio prenošenje signala kroz podmorske kabele i marinski kompas, konstruirao aparat za mjerenje i predviđanje plime i oseke. Izvršio je znamenitu procjenu starosti Zemlje (20–40 milijuna godina) na osnovi razmatranja termičke vodljivosti, no ona je bila pogrešna zbog pogrešne polazne hipoteze da je Zemlja u početku bila rastaljena.   

## Poveznice
- Kelvin...(simbol K) mjerna jedinica termodinamičke temperature, osnovna jedinica Međunarodnog sustava jedinica (SI)